# Lakhon Bassac
Lakhon Bassac hoặc Hát bội Khmer (Khmer: ល្ខោនបាសាក់) là loại hình sân khấu truyền thống Campuchia, do người Khmer gần sông Bassac ở miền Nam Việt Nam sáng tạo vào đầu thế kỷ 20. Lakhon Bassac vốn bắt nguồn từ kinh kịch Trung Quốc nên có vay mượn một số yếu tố giống nhau như trang phục, vẽ mặt nạ, nhạc cụ (trống, chiêng, chuông và  phách gỗ), hát thoại, nhào lộn và chiến đấu bằng binh khí giả. Về mặt âm nhạc, Lakhon Bassac trông giống với loại hình tấu khúc pinpeat kiểu cải lương của người Việt. Các điệu múa trong Lakhon Bassac thường là hình thức phổ biến của màn trình diễn cổ điển theo kiểu cung đình Campuchia gọi là Lakhon Kbach Boran (Khmer: ល្ខោនក្បាច់បូរាណ). Những tiết mục Lakhon Bassac phần lớn đều lấy từ truyện cổ Jataka và truyền thuyết dân gian địa phương, và đôi lúc là bản địa hóa những vở kịch Trung Quốc, Việt Nam và Pháp.
Trước thời kỳ Campuchia Dân chủ, các đoàn kịch chuyên nghiệp đã tổ chức biểu diễn ở Phnôm Pênh, Battambang, Siem Reap và các thành phố khác, trong khi những đoàn kịch nghiệp dư thì thường phục vụ khán giả tại các lễ hội tôn giáo. Không giống như nhiều loại hình nghệ thuật truyền thống khác ở Campuchia, Lakhon Bassac không bị hủy hoại dưới thời Khmer Đỏ cầm quyền mà chỉ được sử dụng chung nhằm mục đích tuyên truyền tư tưởng của chế độ mới dành cho dân chúng.